# Igreja Presbiteriana Livre da Índia
A Igreja Presbiteriana Livre da Índia (IPLI) - em Inglês Presbyterian Free Church of India -, anteriormente conhecida como Igreja Presbiteriana Livre da Índia Central (Presbyterian Free Church of Central India) é uma denominação reformada presbiteriana na Índia. Foi constituída em 1946 por missionário da Igreja Livre da Escócia.

## História
Em 1846, Rev. Stephen Hislop foi enviado pela Igreja da Escócia para dar início ao trabalho missionário na Índia Central.
A Igreja Livre da Escócia desenvolveu trabalhos missionários na Índia no início do Século XX. 
A partir de 1946, os missionários escoceses foram embora da Índia durante os eventos que precederam a Proclamação da Independência da Índia. Posteriormente, em 1948, a denominação foi organizada.
Em 2008, a denominação tinha 4 igrejas e 125 membros.
Em dezembro de 2021, estimou ser formada por 18 igrejas e congregações, com 756 membros.

## Doutrina
A denominação não permite a ordenação de mulheres. Subscreve o Credo dos Apóstolos e a Confissão de Fé de Westminster, Breve Catecismo de Westminster e Catecismo Maior de Westminster.

## Relações Inter-eclesiásticas
A igreja é membro do Conferência Internacional das Igrejas Reformadas e possui relações com as Igrejas Reformadas Liberadas e Igreja Presbiteriana Ortodoxa.
Foi anteriormente membro da Fraternidade Reformada Mundial e da Fraternidade Presbiteriana e Reformada da Índia.